# Narcinidae
Die Rochen der Familie Narcinidae (Gr.: „narke“ = Lähmung) sind enge Verwandte der Zitterrochen (Torpedinidae). Die über 30 Arten sind eher kleine Tiere von 18 bis 76 Zentimeter Länge. Die meisten Arten bleiben unterhalb einer Länge von einem halben Meter.

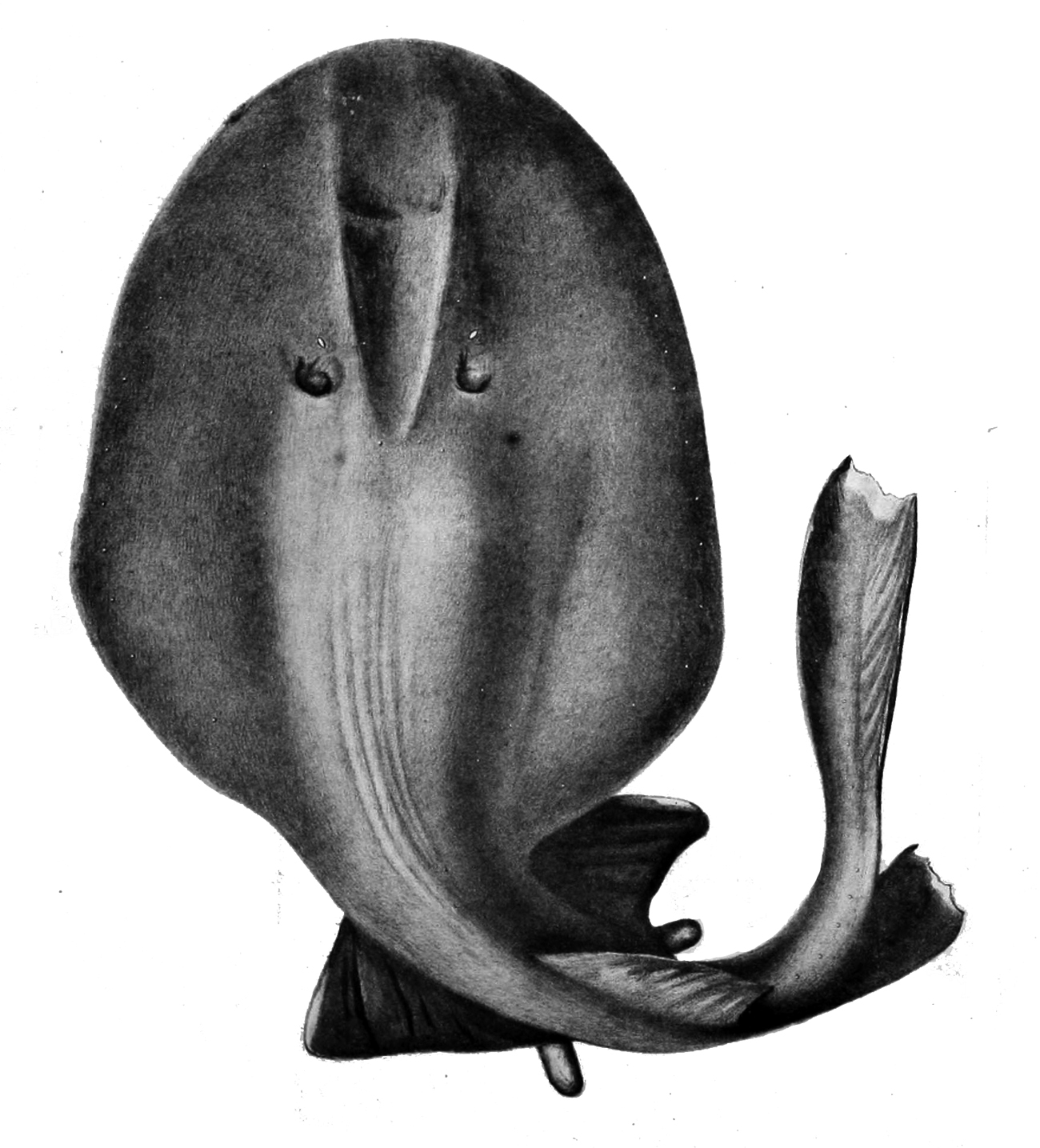
Benthobatis moresbyi

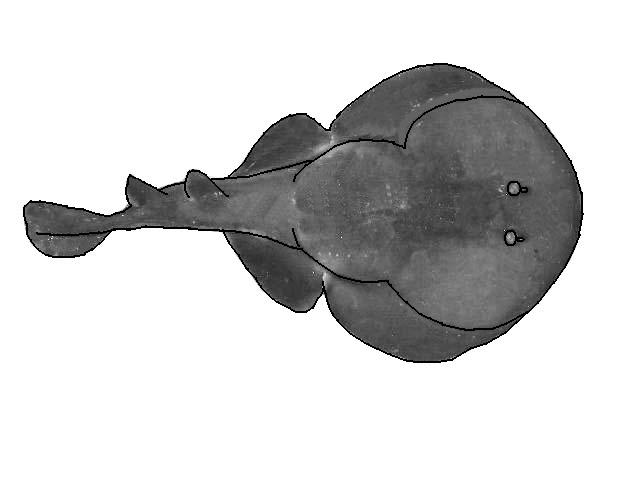
Discopyge tschudii

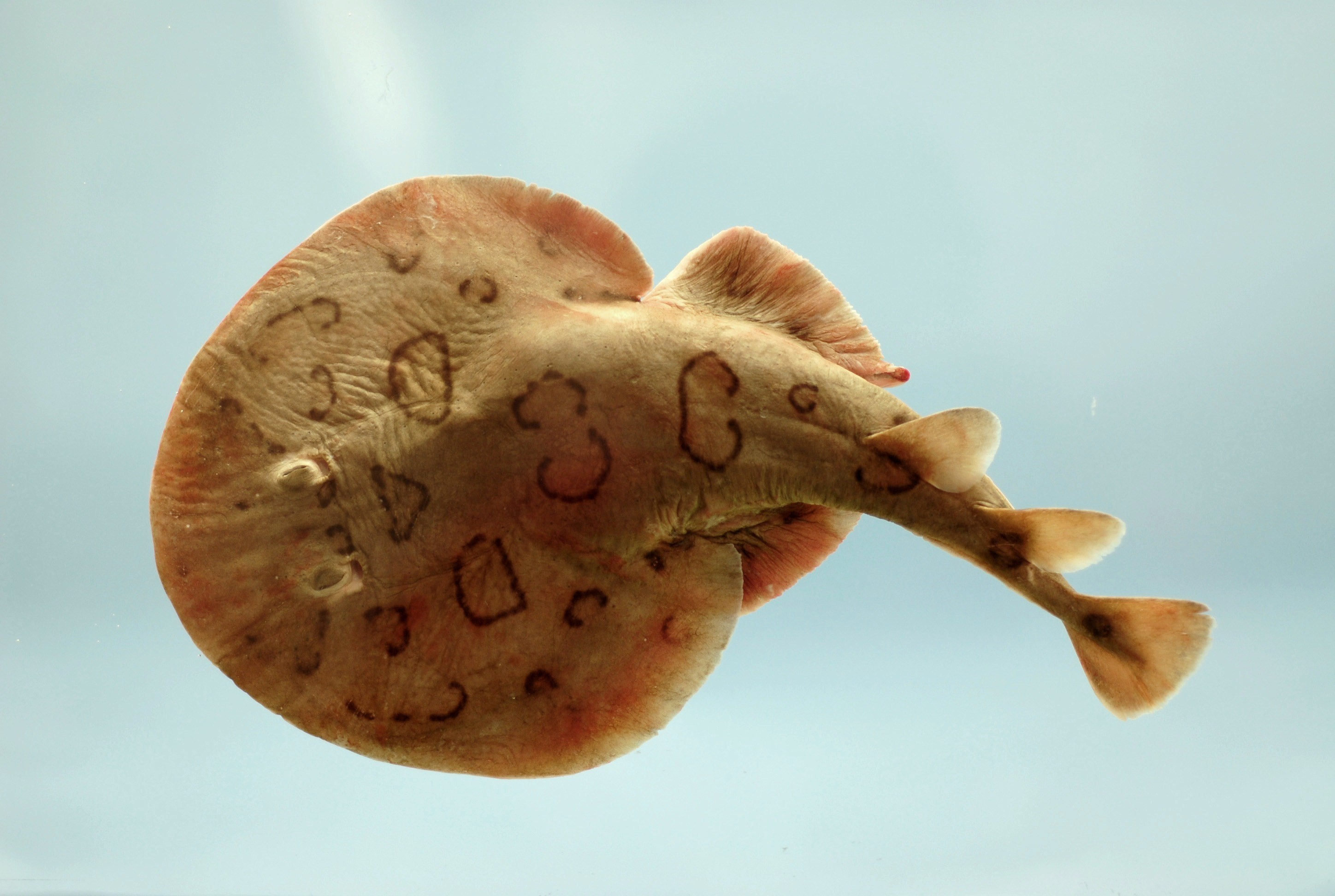
Narcine bancroftii

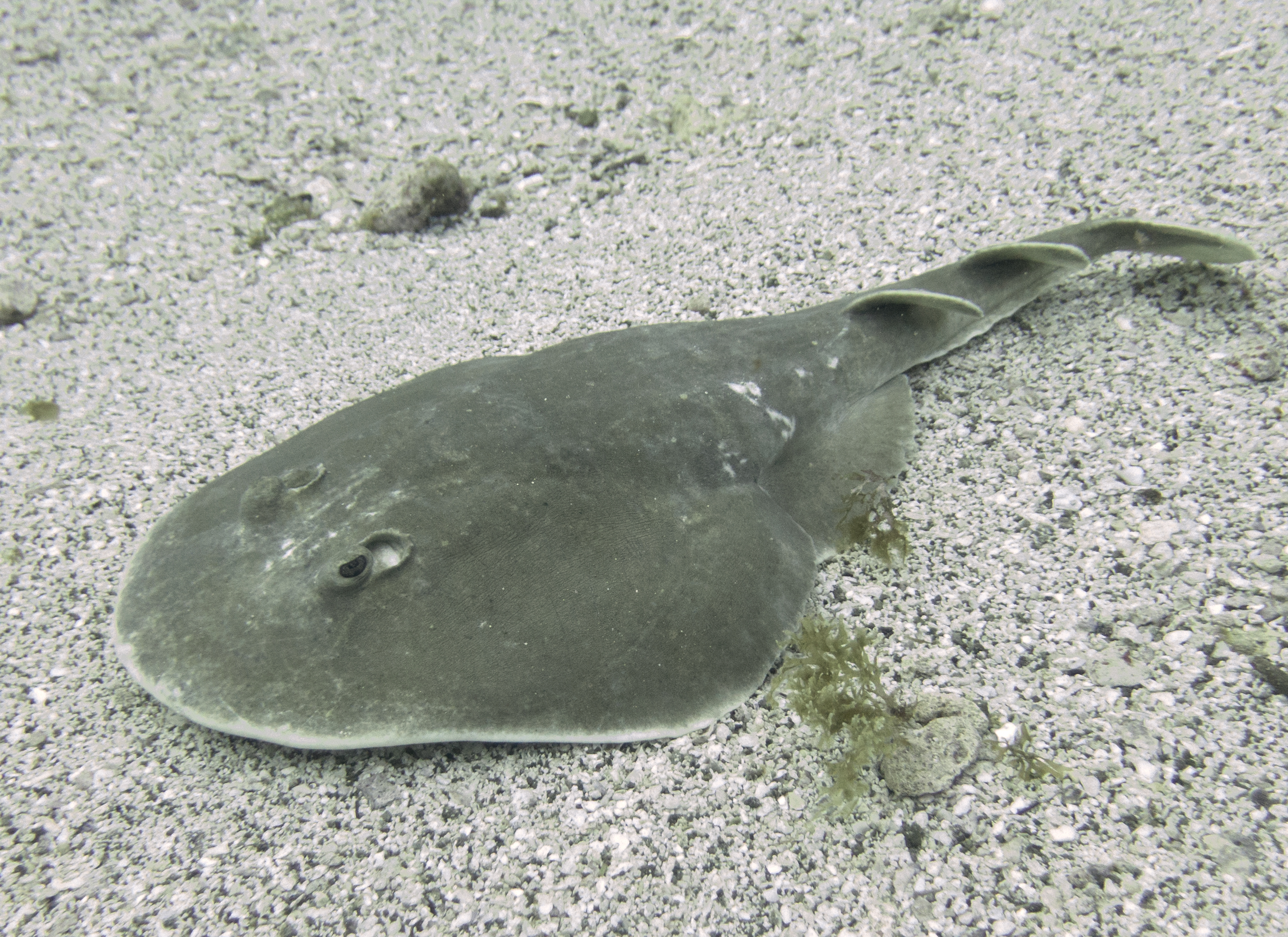
Narcine entemedor

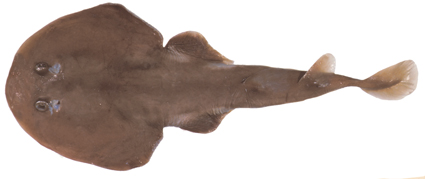
Narcinops tasmaniensis

## Merkmale
Sie sind diskusförmig, teilweise auch langgestreckt, haben einen haiähnlichen mit einer Schwanzflosse versehenen Schwanz und 0 bis 2 Rückenflossen. Der Körper ist nackt und weder auf der Ober- noch auf der Unterseite mit Dornen oder Placoidschuppen bedeckt. Der Kopf ist breit und abgeflacht, das Rostrum endet abgerundet oder stumpf, mit abgerundeten Ecken. Die Augen an der Kopfoberseite befinden sich kurz vor den Spritzlöchern oder fast dazwischen. Auf der Unterseite befinden sich auf jeder Seite fünf kleine Kiemenöffnungen kurz vor der Mitte der Brustflossenbasis. Kiemenreusenstrahlen fehlen. Das Maul hat keine Labialfalten aber deutliche Gruben an den Mundwinkeln. Die Nasenöffnungen befinden sich kurz vor dem Maul in einem Abstand, der viel kleiner ist als der Durchmesser der Nasenöffnungen. Sie sind durch breite Nasalgruben verbunden. Die vorderen Nasenklappen sind kurz, seitlich erweitert und miteinander verschmolzen. Sie überlappen das Maul leicht. Der Schwanz kann gleich lang oder länger sein als die Körperscheibe. Der Schwanz ist seitlich nur wenig abgeflacht und verfügt in der Regel über seitliche Kiele. Ein Schwanzstachel fehlt. Die Schwanzflosse ist etwa so groß wie Bauchflossen, kann symmetrisch oder asymmetrisch sein.
Wie die eigentlichen Zitterrochen (Torpedo) verfügen sie über zwei nierenförmige elektrische Organe an Kopf und Vorderkörper, welche aus umgewandelten Muskeln bestehen und mit deren Hilfe sie Beutefische durch elektrische Entladungen lähmen können.
Die Narcinidae sind auf der Oberseite weißlich, gelblich, graugrün oder braun gefärbt. Mehr oder weniger stark ausgeprägte Fleckungen können vorhanden sein oder fehlen. Die Unterseite ist weißlich, die der Tiefseeformen schwarz.

## Verbreitung
Die Narcinidae leben im Atlantik und im Indopazifik, meist in flacheren Bereichen, an sandigen Küstenabschnitten, Flussmündungen und auf den oberen Bereichen des Schelfs. Benthobatis moresbyi lebt in Tiefen von 780 bis 1070 Metern.

## Lebensweise
Sie sind langsam schwimmende Boden-Bewohner, die oft auf weichen Schlamm oder Sandflächen gefunden werden. Alle Arten sind, soweit bekannt, ovovivipar. Sie ernähren sich von Wirbellosen und kleinen Fischen, die sie vom Boden aufnehmen. Das stark protraktile (vorstreckbare) Maul der Fische kann zu einem Rohr geformt werden und die Beute aus dem Boden gesaugt werden. Vom Menschen gefangene Narcinidae können einen mittelstarken elektrischen Schlag abgeben, wenn ihre Körperscheibe berührt wird.

## Systematik
Es gibt fünf Gattungen und über 30 Arten:
- Gattung Benthobatis
  - 4 Arten
- Gattung Diplobatis
  - 4 Arten
- Gattung Discopyge
  - 2 Arten
- Gattung Narcine
  - 16 Arten
- Gattung Narcinops Whitley, 1940
  - 5 Arten